# 권덕여 (당나라)
권덕여(權德舆, 759년 ~ 818년 9월 30일)는 당 헌종 때의 문인이다.

## 생애
권덕여는 수나라 때 권영(權榮)이라는 사람의 후손이다. 어릴 때부터 시를 쓰기를 좋아하였고, 시와 문장이 뛰어났다. 권덕여(權德舆)는 "신라에 사절로 가는 위중승을 배웅하며"라는 시를 짓기도 하였다. 이부남조청벽기를 저술하였다.